# Eberechi Eze
Eberechi Oluchi Eze (Greenwich, 29 de junho de 1998) é um futebolista inglês que atua como meia-atacante. Atualmente joga no Crystal Palace, clube da Premier League, e representa a Seleção Inglesa.

## Infância e Juventude
Eze nasceu em Greenwich, Grande Londres, filho de pais nigerianos. Anos mais tarde, ao refletir sobre a sua infância, afirmou: "Em Greenwich existem partes boas e partes não tão boas. Eu cresci numa parte não tão boa. Não era uma vida fácil e não tinha tantas possibilidades como as outras crianças ao meu redor. O primeiro sítio onde íamos depois da escola era o campo de futebol. Ficávamos lá até aos nossos pais nos irem chamar, sem comer, a jogar todo o dia e noite. Não havia mesmo mais nada para fazer. Mas é daí que surge a paixão [pelo futebol]. [Na altura], não me apercebia que era assim que estava a aprender a jogar." Como jovem, o seu ídolo do futebol era Ronaldinho. No ensino secundário, Eze conheceu Bright Osayi-Samuel, seu futuro colega de equipa no Queens Park Rangers. Ambos jogavam futebol na mesmo clube distrital.
Eze começou a sua carreira futebolística na formação do Arsenal, sendo dispensando com 13 anos. Posteriormente, frequentou as academias do Fulham e Reading. No entanto, foi na formação do Millwall que se destacou, onde recebeu um contrato com bolsa de estudo por 2 anos. Eze integrou os escalões Sub-18 e Sub-21 do clube. Em abril de 2016, foi anunciado que Eze abandonaria o Millwall no final da temporada 2015–16, após o clube não lhe ter oferecido um contrato profissional.

## Carreira Clubística

### Queens Park Rangers
Após ser dispensado pelo Millwall, Eze prosseguiu com os estudos universitários até, num período experimental com o Queens Park Rangers (QPR), clube do Championship, impressionar o diretor técnico  Chris Ramsey. Eze foi contratado pelo Queens Park Rangers a 3 de agosto de 2016. A 6 de janeiro de 2017, renovou com o clube até 2019. No dia seguinte, estreou-se pela equipa principal, numa eliminatória da Taça de Inglaterra contra o Blackburn Rovers, lesionando-se após 18 minutos de jogo e sendo substituído por Yeni Ngbakoto. O QPR acabou por perder por 2–1. Na temporada 2016–17, Eze não voltou a jogar pela equipa principal.
A 30 de agosto de 2017, Eze foi emprestado ao Wycombe Wanderers, da League Two, até janeiro de 2018. Estreou-se pelo clube a 9 de setembro, entrando como suplente aos 79 minutos de jogo, num empate por 0–0 frente ao Newport County. Após a sua estreia, Eze rapidamente conquistou um lugar no onze titular, jogando em múltiplas posições no meio-campo. A 7 de outubro, Eze estreou-se a marcar como sénior, bisando contra o Cambridge United, com o primeiro golo a ser nomeado para o Prémio de Golo do Mês de Outubro da League Two. Eze jogou 20 partidas pelo Wycombe, desempenhando um papel importante na promoção do clube à League One nessa época. Nesses jogos, Eze marcou 4 golos e destacou-se em várias ocasiões, antes de regressar ao Queens Park Rangers em janeiro.
Após retornar ao QPR, Eze conquistou rapidamente um lugar na equipa de Ian Holloway. O seu primeio jogo pelos Rangers na temporada 2017–18 foi a 6 de janeiro de 2018, na 3ª ronda da Taça de Inglaterra, entrando como suplente aos 61 minutos de uma derrota por 1–0 frente ao MK Dons. Estreou-se a marcar pelo QPR a 10 de março do mesmo ano, numa vitória por 1–0 sobre o Sunderland. O seu segundo golo pelo clube surgiu numa vitória por 4–1 frente ao Norwich City. Até ao fim da época, Eze somou 16 partidas pelo QPR.
No início da temporada 2018–19, Holloway foi substituído por Steve McClaren, que entregou a camisola 10 do clube a Eze. Uma semana depois, o jovem renovou contrato com o QPR por 3 anos, até junho de 2021. Eze teve um bom início de época, marcando na derrota por 2–1 frente ao Sheffield United, a 11 de agosto de 2018. A boa forma do jovem manteve-se, marcando em dois jogos consecutivos, a 15 e 19 de setembro, frente ao Bolton Wanderers e ao seu clube de formação Millwall, respetivamente. Este bom início de temporada concedeu a Eze titularidade na equipa, atuando em diversas posições no meio-campo. A sua prestação foi elogiada por McClaren, que afirmou: "Eze tem muito talento, mas também fez um ótimo trabalho sem bola, ajudando a equipa a defender. Estamos a pedir-lhe que faça isso, é importante para o seu desenvolvimento." A 20 e 23 de outubro, Eze fez 2 assistências em partidas contra o Ipswich Town e o Sheffield Wednesday, respetivamente. Um mês depois, a 24 de novembro, assistiu 2 golos de Àngel Rangel, num empate por 2–2 frente ao Stoke City. Eze marcou o seu 4º golo da época a 1 de janeiro de 2019, num empate por 2–2 contra o Aston Villa. No entanto, no final da temporada, perdeu a titularidade, começando vários jogos no banco de suplentes. Na temporada 2018–19, Eze marcou 4 golos em 46 jogos, em todas as competições.
No jogo de abertura da temporada 2019–20, Eze marcou o segundo golo numa vitória por 2–1 sobre o Stoke City. Três semanas depois, a 24 de agosto de 2019, marcou e assistiu numa vitória por 3–1 frente ao Wigan Athletic. Duas semanas depois, a 11 de setembro, repetiu o feito, numa vitória por 3–2 sobre o Luton Town. Após a partida, foi selecionado para a Equipa da Semana da EFL. Graças ao início de época positivo, Eze recuperou a titularidade, continuando a atuar em diversas posições no meio-campo, às ordens do novo treinador Mark Warburton. Até ao fim de 2019, marcou mais 4 golos, bisando contra Hull City e Preston North End. Após esta última partida, Warburton elogiou o seu desempenho, dizendo: "Ebe é um talento tremendo. Quero que ele aproveite o seu futebol e que entenda quanto trabalho árduo é necessário para maximizar o talento que tem. Ele é um rapaz talentoso, está a jogar excecionalmente bem pela equipa, a marcar golos e espero muito que também esteja a jogar com um sorriso na cara."
A 1 de janeiro de 2020, numa vitória por 6–1 sobre o Cardiff City, Eze marcou o seu 10º golo da temporada e fez 2 assistências. Manteve a titularidade e, aquando da suspensão do Championship devido à pandemia de COVID-19, contava com 12 golos em 37 jogos no campeonato. Quando a temporada recomeçou, à porta fechada, Eze continuou a ser uma peça essencial da equipa, marcando nos dois últimos jogos do campeonato, contra Millwall e West Brom. Na temporada 2019–20, Eze marcou 14 golos em 48 jogos, em todas as competições, afirmando-se como uma das maiores promessas inglesas. Consequentemente, foi eleito Jogador do Ano pelos adeptos do QPR e nomeado para um prémio de Jogador do Ano do Championship 2019–20, perdendo para Luke Ayling. A 8 de setembro de 2020, Eze foi selecionado para a equipa da temporada do Championship 2019–20, pela PFA. O diretor desportivo Les Ferdinand declarou acreditar que, se Eze mantivesse o momento de forma, o selecionador de Inglaterra, Gareth Southgate, deveria convocá-lo para o Campeonato Europeu de 2021.

### Crystal Palace
A 28 de agosto de 2020, Eze assinou um contrato de 5 anos pelo Crystal Palace, da Premier League a troco de aproximadamente 17 milhões de libras. No início do mês, o QPR tinha rejeitado uma oferta de 12 milhões de libras dos Eagles. Eze recebeu a camisola 25 do Palace. A 12 de setembro, estreou-se pelo novo clube, entrando como suplente aos 81 minutos de uma vitória por 1–0 sobre o Southampton, no jogo de abertura da temporada 2020–21. Eze marcou o seu primeiro golo pelo Crystal Palace a 7 de novembro, através de um livre direto, numa vitória por 4–1 frente ao Leeds. Em maio de 2021, foi anunciado que, durante um treino, Eze tinha sofrido uma lesão no tendão de Aquiles, que o afastaria dos relvados por vários meses.
No início da temporada 2021–22, após a saída de Andros Townsend para o Everton, Eze recebeu a camisola 10 do Crystal Palace.

## Carreira Internacional
Eze é de ascendência nigeriana e já treinou com a seleção da Nigéria. A 5 de outubro de 2018, foi convocado pela Seleção Inglesa de Sub-20, estrando-se a 11 de outubro, numa vitória por 2–1 sobre Itália, na Liga Elite Sub-20. A 7 de junho de 2019, Eze foi capitão de Inglaterra Sub-20 numa partida do Torneio de Toulon 2019 contra o Chile, que os ingleses perderam por 2–1. No total, Eze jogou 7 partidas pela seleção Sub-20.
Em 2019, o presidente da Federação Nigeriana de Futebol, Amaju Pinnick, reuniu-se com Eze para o tentar persuadir a representar a Nigéria a nível internacional. Eze confessou-se indeciso sobre que nação representar, mas Pinnick afirmou: "Parece-me que ele gostaria de jogar pela Nigéria, mas há muita pressão sobre estes jogadores que jogam em Inglaterra". O selecionador da Nigéria, Gernot Rohr, alegou em janeiro de 2021, que contacta Eze todas as semanas.
A 3 de setembro de 2019, Aidy Boothroyd convocou Eze para a Seleção Inglesa de Sub-21, para jogos de qualificação para o Campeonato Europeu de Sub-21 de 2021 contra Turquia e Kosovo. O jovem foi suplente não utilizado em ambas as partidas. Eze estreou-se pela seleção Sub-21 a 15 de novembro de 2019, substituíndo Phil Foden aos 81 minutos de uma vitória por 3–0 sobre a Albânia, também na qualificação para o Europeu Sub-21 de 2021.
Em abril e novembro de 2020, Eze afirmou ainda não ter decidido se representaria Inglaterra ou Nigéria a nível internacional sénior.
Eze foi convocado para o Campeonato Europeu de Sub-21 de 2021, marcando o seu único golo internacional no último jogo do torneio contra a Croácia.
Em maio de 2021, Eze foi um dos 33 selecionados por Gareth Southgate numa equipa provisória para o Euro 2020, mas, no mesmo dia, lesionou-se durante um treino, impossibilitando a sua convocatória.
Em maio de 2023, Eze foi convocado pela Seleção Inglesa para jogos de qualificação para o Euro 2024 contra Malta e Macedónia do Norte. A 16 de junho, fez a sua estreia internacional sénior, substituindo James Maddison aos 70 minutos de uma vitória por 4–0 sobre Malta. Tal impediu Eze de, futuramente, representar a Nigéria.

## Estatísticas de Carreira

### Clube
- Atualizado até 28 de maio de 2023

| Clube                    | Temporada         | Campeonato        | Campeonato | Campeonato | FA Cup | FA Cup | EFL Cup | EFL Cup | Outros | Outros | Total | Total |
| Clube                    | Temporada         | Divisão           | Jogos      | Golos      | Jogos  | Golos  | Jogos   | Golos   | Jogos  | Golos  | Jogos | Golos |
| ------------------------ | ----------------- | ----------------- | ---------- | ---------- | ------ | ------ | ------- | ------- | ------ | ------ | ----- | ----- |
| Queens Park Rangers      | 2016–17           | Championship      | 0          | 0          | 1      | 0      | 0       | 0       | —      | —      | 1     | 0     |
| Queens Park Rangers      | 2017–18           | Championship      | 16         | 2          | 1      | 0      | 0       | 0       | —      | —      | 17    | 2     |
| Queens Park Rangers      | 2018–19           | Championship      | 42         | 4          | 3      | 0      | 1       | 0       | —      | —      | 46    | 4     |
| Queens Park Rangers      | 2019–20           | Championship      | 46         | 14         | 1      | 0      | 1       | 0       | —      | —      | 48    | 14    |
| Queens Park Rangers      | Total             | Total             | 104        | 20         | 6      | 0      | 2       | 0       | —      | —      | 112   | 20    |
| Wycombe Wanderers (emp.) | 2017–18           | League Two        | 20         | 5          | —      | —      | —       | —       | 2      | 0      | 22    | 5     |
| Crystal Palace           | 2020–21           | Premier League    | 34         | 4          | 1      | 0      | 1       | 0       | —      | —      | 36    | 4     |
| Crystal Palace           | 2021–22           | Premier League    | 13         | 1          | 4      | 0      | 0       | 0       | —      | —      | 17    | 1     |
| Crystal Palace           | 2022–23           | Premier League    | 38         | 10         | 1      | 0      | 1       | 0       | —      | —      | 40    | 10    |
| Crystal Palace           | Total             | Total             | 85         | 15         | 6      | 0      | 2       | 0       | 0      | 0      | 93    | 15    |
| Total de Carreira        | Total de Carreira | Total de Carreira | 209        | 40         | 12     | 0      | 4       | 0       | 2      | 0      | 227   | 40    |

### Internacional
- Atualizado até 16 de junho de 2023

| Seleção    | Ano   | Jogo | Golos |
| ---------- | ----- | ---- | ----- |
| Inglaterra | 2023  | 1    | 0     |
| Total      | Total | 1    | 0     |

## Títulos
Crystal Palace
- Copa da Inglaterra: 2024–25
- Supercopa da Inglaterra: 2025

Individual
- Equipa do Ano da PFA: Championship 2019–20[80]